# Бардини, Стефано
Стефано Бардини (итал. Stefano Bardini; 13 мая 1836, Пьеве-Санто-Стефано, Ареццо — 12 сентября 1922, Флоренция) — итальянский художник, коллекционер, антиквар и реставратор произведений искусства во Флоренции, специалист по истории итальянской живописи, скульптуры и художественных ремёсел эпохи Средневековья и Возрождения.

## Биография
Получил образование художника и живописца-копииста в Академии изящных искусств Флоренции. Занимаясь живописью, он примкнул к объединению флорентийских художников «Маккьяйоли». С 1854 года Бардини занимался практикой реставрации живописных картин. Он снискал авторитет, овладев методикой снятия фресок со стен полуразрушенных зданий, в том числе фресок Боттичелли на вилле Лемми (1886—1887). Он успешно осуществил сложную реставрацию картины «Святая Екатерина Александрийская» Симоне Мартини, а также «Мадонны с Младенцем» Бенедетто да Майано, «Святого Павла» Бернардо Дадди, «Мальчика с борзой» Веронезе из своей коллекции, «Коронования Девы» Джованни ди Паоло из коллекции Роберта Лемана и многих других шедевров.
С 1870 года Стефано Бардини начал собирать и продавать произведения искусства. Он поддерживал деловые связи со знатоком живописи Бернардом Беренсоном. Бардини был опорой антиквара Стефана Уайта во Флоренции по собиранию и реставрации алтарных картин, скульптуры и мебели эпохи Возрождения. В течение десятилетий, в 1860—1870-х годах, Бардини собирал резные и расписные свадебные сундуки — кассоне, которым в то время не придавали художественного значения. Он отреставрировал и сохранил около 200 таких кассоне.
Клиентами Бардини были известные музеи, такие как Музей Кайзера Фридриха (Государственные музеи) в Берлине, Лувр в Париже, Музей Виктории и Альберта в Лондоне; а также такие коллекционеры, как Изабелла Гарднер Стюарт, Джон Пирпонт Морган, Джон Дж. Джонсон, супруги Жакмар-Андре.
В 1880 году Бардини приобрёл комплекс зданий, в том числе церковь Сан-Грегорио делла Паче, выходящих на площадь Моцци в Ольтрарно во Флоренции, и превратил их между 1881 и 1883 годами во внушительный дворец, используя для строительства готовые средневековые и ренессансные камни, резные наличники, камины и лестницы, а также расписные кессонные потолки. В этом дворце разместился широко известный ныне Музей Бардини.
Его пример вдохновил его самого успешного протеже, антиквара Элиа Вольпи приобрести и отреставрировать Палаццо Даванцати в самом сердце Флоренции и наполнить его такими же редкими произведениями искусства.